# Staatsschuldenquote auf Zypern
Die Staatsschuldenquote Zyperns gibt das Verhältnis zwischen den zypriotischen Staatsschulden einerseits und dem zypriotischen nominalem Bruttoinlandsprodukt andererseits an.

## Entwicklung in den letzten Jahren
Die Staatsschuldenquote Zyperns stieg aufgrund der Finanzkrise zwischen 2008 und 2013 an. Entsprach die Staatsverschuldung von 8,4 Mrd. Euro Ende 2008 einer Staatsschuldenquote von 48,9 %, so erreichte die Staatsschuldenquote Ende 2013 angesichts eines Schuldenstandes von dann inzwischen 18,4 Mrd. Euro einen Wert von 111,5 %.

## Prognostizierte Entwicklung
Der Internationale Währungsfonds geht davon aus, dass die Staatsschuldenquote Zyperns bis Ende 2019 bei einem Schuldenstand von dann 19,7 Mrd. Euro auf 106,5 % zurückgeht. Damit würde Zypern das Maastricht-Kriterium von höchstens 60 % weiterhin verfehlen.